# Begoña Chamorro
María Begoña Chamorro López (Illescas, Toledo; años 1960), es una periodista española.

## Trayectoria
Dio sus primeros pasos como periodista en la Cadena SER, aunque su imagen pública estuvo asociada a los Informativos Telecinco. En 1997 presentó el espacio de información local de la Comunidad de Madrid, emitido al final del informativo de mediodía y dirigido por Fernando Olmeda. 
En diciembre de 2003 se pone fin a estas desconexiones locales en la estructura del informativo y Begoña Chamorro se incorpora como reportera de calle, tan sólo dos meses después, a No es lo mismo, el programa que estrena Olga Viza en Telecinco. El espacio sin embargo, sólo se mantuvo unas semanas y Chamorro volvió entonces al informativo. Se incorpora a la edición de mediodía, acompañando a Hilario Pino, en sustitución de Carme Chaparro, que es destinada al fin de semana. La pareja llegó a alcanzar el 20% de cuota de pantalla en su franja horaria. A finales de 2006 fue relevada.
En algún momento entre 2007 y 2010, fue subdirectora de Programas Especiales de TVE.
En agosto de 2010 dirige el programa Maneras de vivir de Antena 3 y entre 2011 y 2017 es directora del programa Equipo de investigación emitido por Antena 3 (2011-2012) y La Sexta (2013-2017) y presentado por Glòria Serra.